# 夏積
夏積（1435年—？），字孚英，江西吉安府吉水縣人，明朝政治人物。進士出身。

## 生平
景泰四年（1453年），以易經中癸酉科江西鄉試第二名（鄉魁）。天順元年（1457年）丁丑科會試第一（會元），殿試登進士第二甲第二十名。授南京刑部主事，陞本部郎中，爲人端謹，用法平恕，不久病卒於官。

## 家族
曾祖父夏伯時，曾任教諭。祖父夏子先。父亲夏□昭。